# 苏达塔

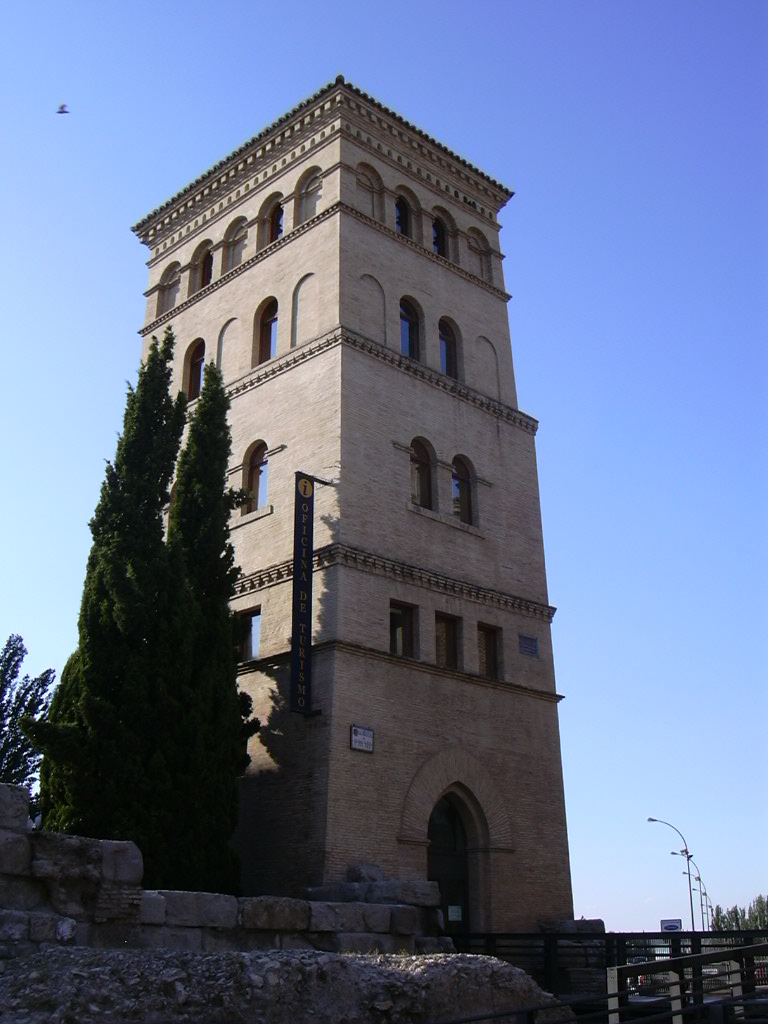
苏达塔

苏达塔（Torreón de La Zuda）是西班牙萨拉戈萨的一座塔，中世纪穆斯林统治时期苏达城堡（政府所在地）保留下来的部分。它位于皮拉尔广场西端，西班牙喷泉后面，毗邻圣若望堂。2001年完成考古挖掘和修复后，设有旅游办事处。

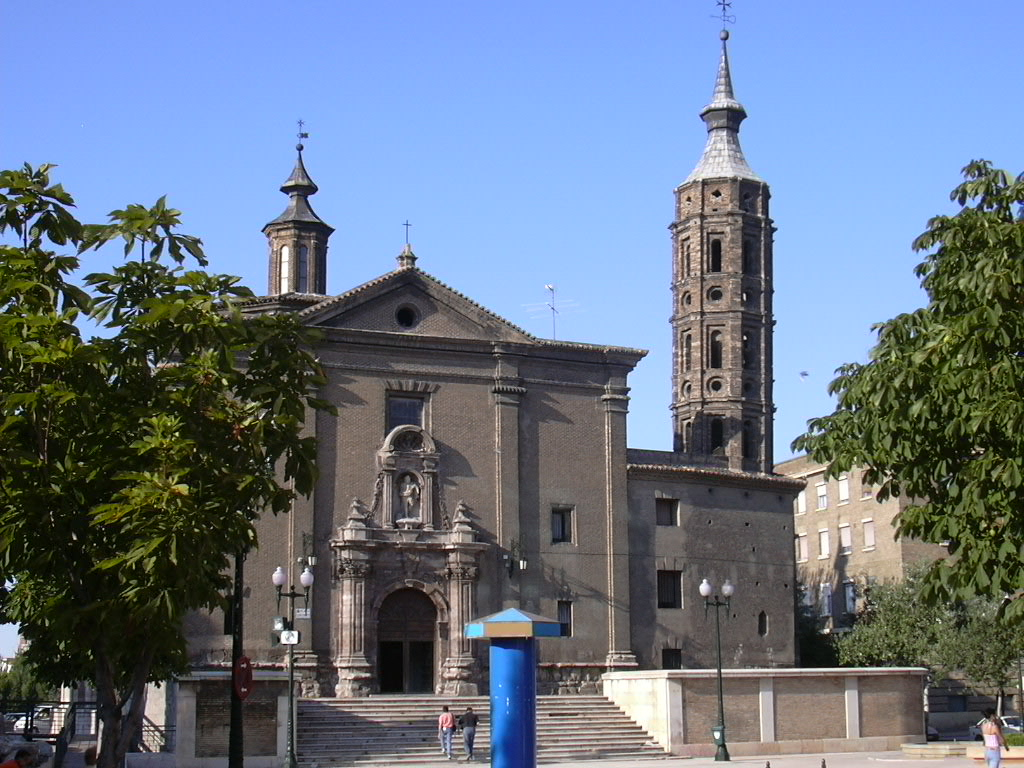
圣若望堂